# Lega Nazionale A 1975-1976
L'edizione 1975-1976 della Lega Nazionale A vide la vittoria finale dello Zurigo. Capocannoniere del torneo fu Peter Risi (Zurigo), con 33 reti.

## Stagione

### Novità
Dalla Lega Nazionale A 1974-1975 sono stati retrocessi in Lega Nazionale B il Lucerna e il Vevey, mentre dalla Lega Nazionale B 1974-1975 sono stati promossi il Biel/Bienne e il La Chaux-de-Fonds.

## Classifica finale
|  | Pos. | Squadra           | Pt | G  | V  | N  | P  | GF | GS | DR  |
|  | ---- | ----------------- | -- | -- | -- | -- | -- | -- | -- | --- |
|  | 1.   | Zurigo            | 44 | 26 | 19 | 6  | 1  | 69 | 26 | +43 |
|  | 2.   | Servette          | 39 | 26 | 16 | 7  | 3  | 50 | 14 | +36 |
|  | 3.   | Basilea           | 34 | 26 | 13 | 8  | 5  | 59 | 38 | +21 |
|  | 4.   | Grasshoppers      | 32 | 26 | 14 | 4  | 8  | 54 | 37 | +17 |
|  | 5.   | Young Boys        | 31 | 26 | 11 | 9  | 6  | 41 | 27 | +14 |
|  | 6.   | Neuchâtel Xamax   | 30 | 26 | 11 | 8  | 7  | 37 | 25 | +12 |
|  | 7.   | San Gallo         | 27 | 26 | 8  | 11 | 7  | 41 | 39 | +2  |
|  | 8.   | Losanna           | 26 | 26 | 10 | 6  | 10 | 35 | 39 | -4  |
|  | 9.   | Sion              | 21 | 26 | 6  | 9  | 11 | 40 | 54 | -14 |
|  | 10.  | Chênois           | 19 | 26 | 5  | 9  | 12 | 30 | 42 | -12 |
|  | 11.  | Winterthur        | 18 | 26 | 8  | 2  | 16 | 34 | 65 | -31 |
|  | 12.  | Lugano            | 16 | 26 | 5  | 6  | 15 | 19 | 37 | -18 |
|  | 13.  | La Chaux-de-Fonds | 14 | 26 | 5  | 4  | 17 | 27 | 61 | -34 |
|  | 14.  | Bienne            | 13 | 26 | 5  | 3  | 18 | 26 | 58 | -32 |

Legenda:

      Campione di Svizzera e qualificata in Coppa dei Campioni 1976-1977
      Qualificata in Coppa delle Coppe 1976-1977
      Qualificate in Coppa UEFA 1976-1977
      Retrocesse in Lega Nazionale B 1976-1977.
Note:

Due punti a vittoria, uno a pareggio, zero a sconfitta.

## Statistiche

### Classifica marcatori
| Gol |  |  | Giocatore            | Squadra         |
| --- |  |  | -------------------- | --------------- |
| 33  |  |  | Peter Risi           | Zurigo          |
| 12  |  |  | Slobodan Santrač     | Grasshoppers    |
| 12  |  |  | Walter Müller        | Neuchâtel Xamax |
| 11  |  |  | Ilija Katić          | Zurigo          |
| 11  |  |  | Poul-Erik Thygesen   | Winterthur      |
| 10  |  |  | Alfons Bosco         | Grasshoppers    |
| 10  |  |  | Roland Schönenberger | Basilea         |
| 10  |  |  | Roger Vergères       | Losanna         |

## Verdetti finali
- Zurigo Campione di Svizzera 1975-1976 e qualificato alla Coppa dei Campioni 1976-1977.
- Servette qualificato alla Coppa delle Coppe 1976-1977.
- Basilea e Grasshoppers qualificate alla Coppa UEFA 1976-1977.
- Lugano, La Chaux-de-Fonds e Biel/Bienne retrocesse in Lega nazionale B.